# Renault Type K

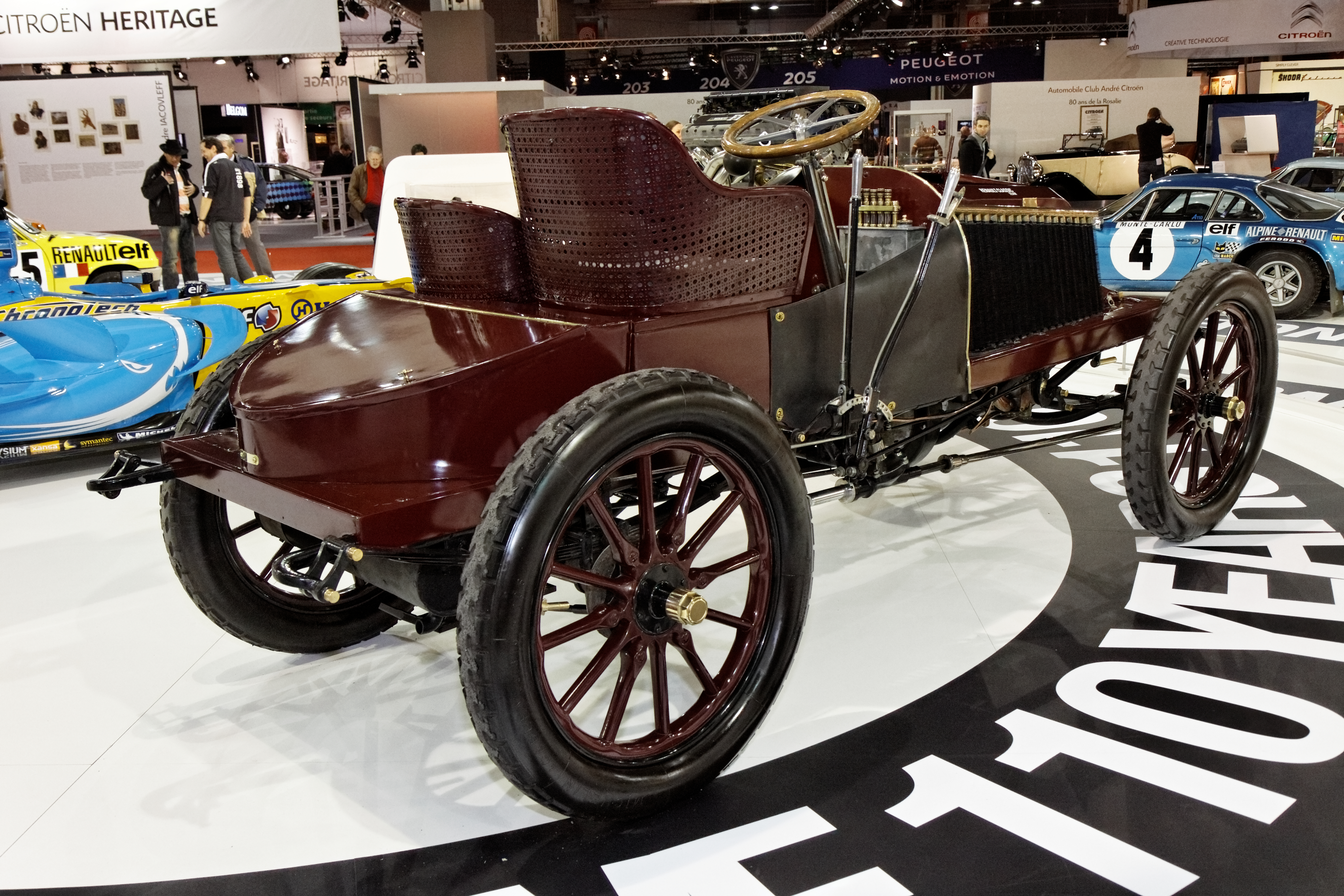
Heckansicht

Der Renault Type K war ein frühes Rennwagenmodell von Renault. Er war nur mit einem leichten, zweisitzigen Aufbau erhältlich.

## Beschreibung
Dies war das erste Modell von Renault mit einem Vierzylindermotor. Am 23. Juni 1902 erteilte die nationale Zulassungsbehörde die Zulassung. Im gleichen Jahr endete die Produktion. Der Renault Type O war der Nachfolger.
Ein wassergekühlter Vierzylindermotor mit 100 bis 110 mm Bohrung und 100 bis 130 mm Hub leistete aus 3143 bis 4942 cm³ Hubraum 20 bis 30 PS. Die Motorleistung wurde über eine Kardanwelle an die Hinterachse geleitet. Die Höchstgeschwindigkeit war mit bis zu 125 km/h angegeben.
Das Fahrzeug war bei einem Radstand von 245 cm 345 cm lang und 150 cm breit. Das Leergewicht betrug 600 kg.

## Autorennen
Marcel Renault gewann 1902 mit einem dieser Fahrzeuge das Autorennen von Paris nach Wien.